# Гонки (хутір)
Гонки (рос. Гонки) — хутір у Бєлгородському районі Бєлгородської області Російської Федерації.
Населення становить 99  осіб. Входить до складу муніципального утворення Єриковське сільське поселення.

## Історія
Населений пункт розташований у східній частині української суцільної етнічної території — східній Слобожанщині.
Згідно із законом від 20 грудня 2004 року № 159 від 1 січня 2006 року належить до муніципального утворення Єриковське сільське поселення.

## Населення
| 2002 | 2010 |
| ---- | ---- |
| 81   | ↗99  |